# Pyrausta fimbriatralis
Pyrausta fimbriatralis là một loài bướm đêm trong họ Crambidae.